# Feirenni
Feirenni är en kommun i departementet Djiguenni i regionen Hodh Ech Chargui i Mauretanien. Kommunen hade 9 399 invånare år 2013.